# Замкова гора (Кременець)

## Загальні відомості
Замкова гора (Бона) - гора-останець, що належить до Кременецьких гір. 3і сходу прилягає до центральної частини Кременця і піднімається над ним у вигляді вулканічного конуса висотою до 100 м. Абсолютна висота близько 397 м.р.м.

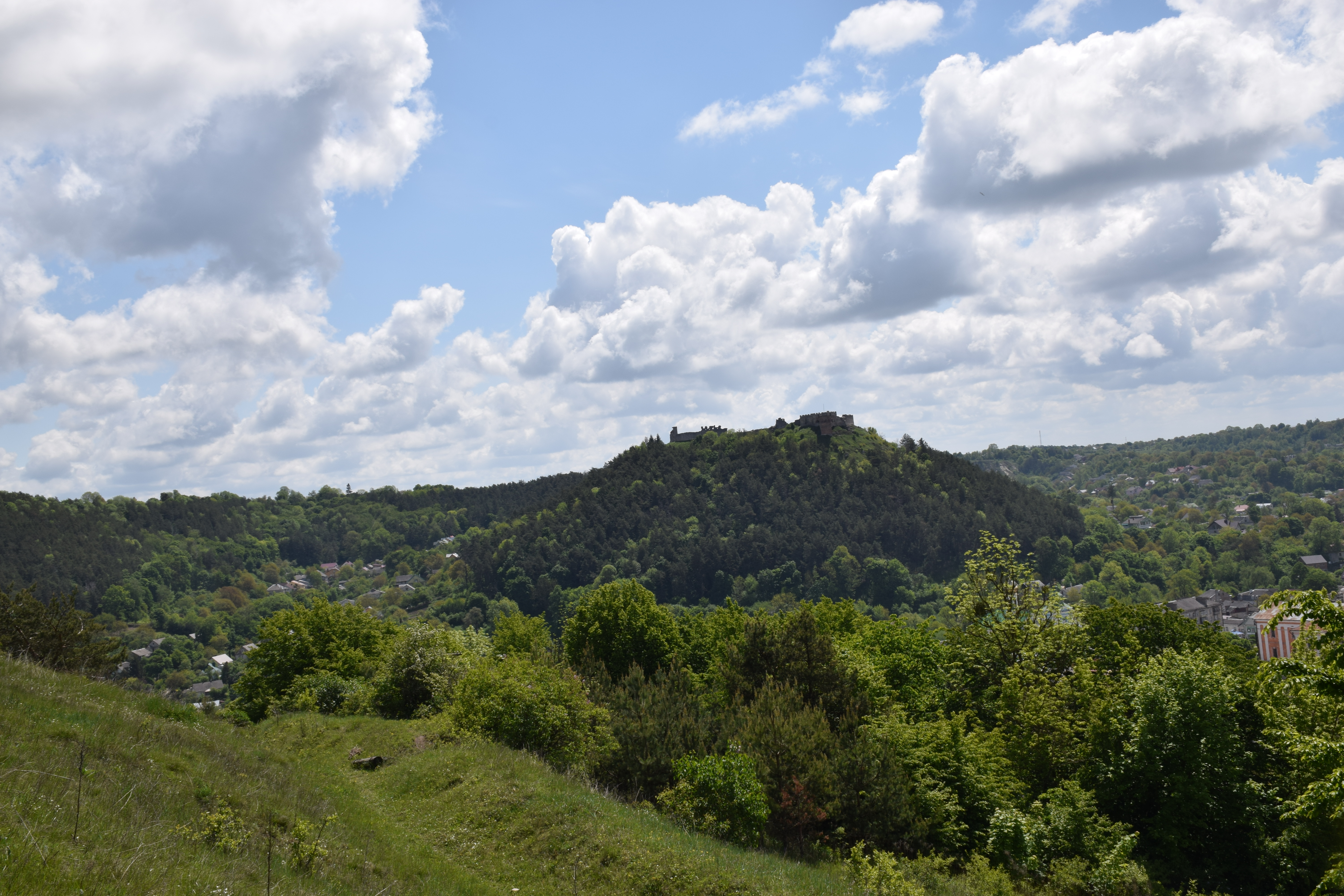
Вид із г. Воловиця на Замкову гору

Має другу назву — Бона, на честь дружини польського короля Жигмонта І Бони Сфорци, що володіла замком на горі у XVI столітті.
Гора з трьох боків обмежена стрімкими схилами, лише зі сходу вузькою смугою вододілу з'єднана з плато. Складена палеогенними і неогеновими відкладами (пісками, пісковиками, оолітовими вапняками), в основі яких — біла писальна крейда крейдяної системи. Схили гори вкриті сосновим лісом.
Гора розташована в межах національного природного парку «Кременецькі гори».
З гори Бона відкривається чудовий краєвид на місто та околиці. Вдалині можна побачити Почаївську Лавру.
З неї добре видно гору Черча, яка майже до самої вершини вкрита лісом. На її північному схилі серед грабів, буків ростуть поодинокі дуби-патріархи, берези, ясени. На південному схилі зростають середньовікові ялини та сосни.

## Історія
Згадка про гору Замкову вперше з’являється в 1064 році завдяки фортеці на її вершині, як головного охоронця східних рубежів міста під час походу польського воїнства короля Болеслава II Сміливого (1042 – 1081) на Київ. [Архівовано 2 грудня 2021 у Wayback Machine.]
Витримавши разом з Кременцем незліченну безліч атак і облог в часи численних воєн і татаро-монгольської навали XII-XIII століть і не будучи жодного разу переможеним, непокірна твердиня була зруйнована руками свого володаря волинського князя Василька Романовича (1203 – 1269) за велінням темника великого хана в 1261 році. [Архівовано 2 грудня 2021 у Wayback Machine.]
Галицько-Волинський літопис містить першу письмову згадку про укріплення міста Кременець на горі Замковій, датовану 1227 роком, у зв'язку з тим, що військо угорського короля Андраша II не змогло захопити місто.
Взимку 1240-1241 років місто витримало тривалу облогу татаро-монгольських орд хана Батия, а в 1254 році воно вистояло перед військами золотоординського воєводи Куремси. Але 1259 року, на вимогу темника Бурундая, волинський князь Василько Романович змушений був зруйнувати кременецьку фортецю.
І хоча основні укріплення на гребені були розібрані, Замкова гора не втратила своєї оборонної значимості, продовжуючи виконувати свої функції наступні півтора століття під час польсько-литовської боротьби за володіння землями Західної України, при цьому постійно стаючи ареною жарких баталій. Своїм відродженням фортеця під непереможним прапором зобов’язана XV століттю, що принесло збільшення напруженості в Східній Європі. [Архівовано 2 грудня 2021 у Wayback Machine.]
Історичну назву Бона гора має із середини XVI ст., на честь дружини польського короля Сигизмунда І Бони Сфорци. 1536 рік ж став знаковим у подальшій долі міста і гори. [Архівовано 2 грудня 2021 у Wayback Machine.]
Її величність за двадцять років правління (аж до свого виїзду на батьківщину в Італію) за допомогою довірених старост Станіслава Фальчевського та Фелікса Герцика не тільки відновила і зміцнила всі раніше побудовані на вершині гори фортифікаційні споруди, а й стала світочем католицизму для кременецької землі, заснувавши фундацію першого католицького храму, який потім перетворився на притулок ченців жебручого ордена францисканців. Її ж дбанням місто єдиним в окрузі отримало право на зберігання солі, а також проведення двох ярмарок на рік (у дні св. Варфоломія і св. Луки) (1539). [Архівовано 2 грудня 2021 у Wayback Machine.]

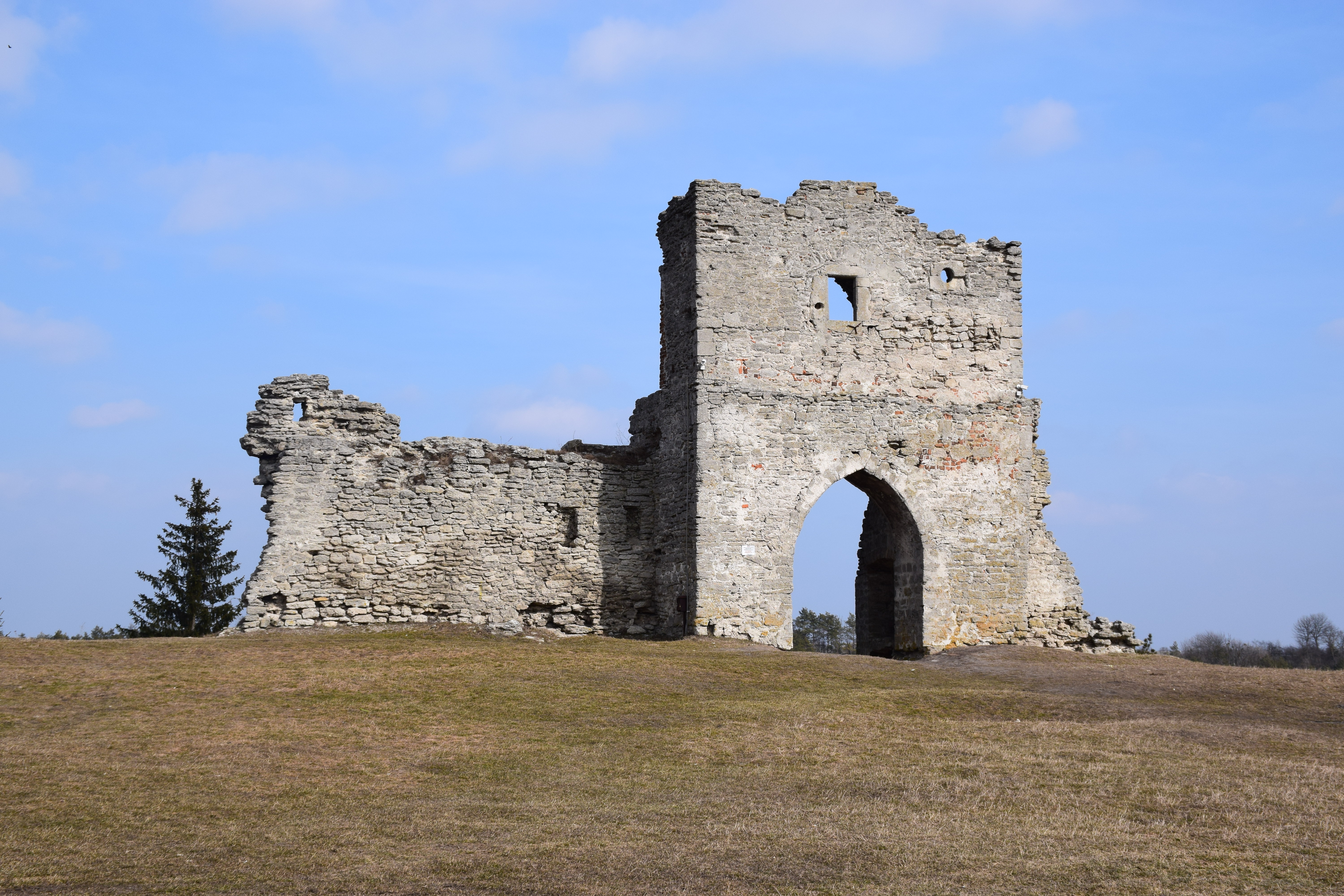
В'їзна брама на г. Бона

На горі були споруджені князівські палати, приміщення для гарнізону, гауптвахта, продовольчі та порохові склади, арсенал. До замку вели два заїзди, над якими височіли вежі. На території фортеці викопали колодязь. На мурах стояли численні гармати.
Через сторіччя фортеця під тиском війська Максима Кривоноса в 1648 році пала вперше і востаннє на своєму віку, щоб уже не відродиться. [Архівовано 2 грудня 2021 у Wayback Machine.]
Шість тижнів тривала облога замку, яким тоді володів польський гарнізон. За допомогою місцевого ополчення 10-тисячний загін М. Кривоноса штурмом здобув твердиню. Відтоді замок більше не відбудовували.
Вклад Бони  у розвиток Кременця був настільки великий і залишив такі теплі враження, що не тільки Замкова гора була перейменована в Бону, але крізь століття народна пам’ять пронесла спогади, які, правду кажучи, обросли домислами і фантастичними жахливими подробицями.
Руїни замку королеви Бони складають головну визначну пам'ятку Кременця і розташовані вони в надзвичайно мальовничому місці. Підйом на гору триває близько години (від центру міста), оскільки доводиться обходити досить значні масиви забудови. Звичайно, можна спробувати дістатися до фортеці напряму по крутих схилах, як колись козаки або татари, але у не у багатьох виникає таке бажання. Зате починаєш чудово розуміти монголо-татар, які свого часу відмовились штурмувати цю фортецю! Та в будь-якому разі варто піднятися на гору, аби посеред руїн відчути неперервність часу, а також насолодитися прекрасним краєвидом – Кременець тут як на долонях.

## Легенди
Приїхавши у Кременець, Бона закохалася в місцеві краєвиди і хотіла залишити по собі щось величне і грандіозне. Вирішила з’єднати замкову і сусідню Чернечу гору мостом. І щоб виконати це нелегке завдання, Бона дала місцевим майстрам всього-на-всього три тижні. Міст виготовили зі шкур волів і зв’язали телячими жилами. Першим на міст пустили вершника. Коли той успішно його подолав, тоді королева вирішала сама ним проїхатися. Але міст обірвався, свита, катера полетіли у прірву, а королева дивом врятувалася завдяки пишній сукні, яка замінила їй парашут. [Архівовано 2 грудня 2021 у Wayback Machine.]

## Цікаві факти
У 2017 на Замковій горі знімали першу звукову доріжку «На віки» до історичного фільму Тараса Химича «Король Данило».
У Кременці реалізували проєкт освітлення Замкової гори.
Три роки тому, на Замковій горі, волонтери провели одноденну акцію, під хештегом #Бонясяє. В такий спосіб волонтери хотіли пришвидшити освітлення замку. І ось, цієї осені проєкт реалізували. Відомо, що для його реалізації виділили понад 300 тисяч гривень. В перспективі у планах міської влади освітлення й інших архітектурних пам'яток.

## Як дістатися
Автотранспортом по трасі Е85 (М19) (Чернівці – Тернопіль – Дубно – Луцьк – Ковель – Корбін) або Е40 (М06) (Київ – Житомир – Звягель – Львів – Стрий). Далі – через Кременець вздовж центральної вулиці, що проходить по дну ущелини. Замкова гора знаходиться в центральній частині східної гряди (орієнтир – руїни замку, видимі з автотраси). [Архівовано 2 грудня 2021 у Wayback Machine.]
Громадським транспортом з Тернополя / Дубно до Кременця. Зупинка «Гора Бона» [Архівовано 2 грудня 2021 у Wayback Machine.]